# San Luis de la Paz
San Luis de la Paz est une ville de l'état de Guanajuato, au Mexique, chef-lieu de la municipalité du même nom.